# Горб Володимир Олександрович
Горб Володимир Олександрович (нар. 31 грудня 1903, Одеса, Російська Імперія — пом. 20 жовтня 1988, Ленінград, СРСР) — радянський живописець, графік, педагог, професор Ленінградського інституту живопису, скульптури та архітектури імені І. Ю. Рєпіна.
Заслужений діяч мистецтв РРФСР (1970), член Ленінградської організації Спілки художників РРФСР.

## Біографія
Народився 31 грудня 1903 року в Одесі.
У 1920 році вступив до Одеського художнього інституту . Займався у Киріака Костанді, Петра Волокидіна, Теофіла Фраєрмана, Мойсея Замечека.
1926 року, після закінчення інституту приїхав до Ленінграда і вступив до ВХУТЄЇНУ. Займався у Аркадія Рилова, Олександра Карєва, Павла Наумова, Олександра Савінова, Кузьми Петрова-Водкіна, Дмитра Кіпліка, який закінчив у 1930 році. Дипломна робота — «Захист Ленінграда. Будівництво» (участь у розписі клубної зали). У 1933—1935 роках займався в аспірантурі інституту під керівництвом Олександра Савінова.
Учасник виставок із 1925 року. Писав портрети, краєвиди, жанрові композиції, натюрморти. Працював у техніці олійного живопису, акварелі, малюнку олівця. Персональна виставка художника відбулася у Ленінграді у 1967 році.
Найбільшого визнання здобули портрети сучасників, виконані художником у 1920—1940 роках, у тому числі відомих діячів науки та мистецтва. Найкращі з них відрізняють лаконізм виразних засобів, глибина та особлива делікатність у передачі характеру та духовного світу моделі, прагнення знайти та утримати на полотні характерні риси зовнішнього вигляду. У 1950—1980-ті роки багато працював у жанрі пейзажу та натюрморту.
Член Ленінградської організації Спілки художників РРФСР з 1937.
Понад півстоліття Володимир Горб присвятив педагогічній роботі, спочатку в Таврійському художньому училищі (1930—1931), потім у Середній художній школі при Всеросійській Академії мистецтв (1937—1947, директор у 1942—1947) та Ленінградському інституті живопису, скульптури та архітектур. Рєпіна (1931—1979), професором якого був з 1972.
У лютому 1942 року Горб, змінивши директора СХШ К. М. Лепілова, керував евакуацією Середньої художньої школи з блокадного Ленінграда спочатку до Тбілісі, а потім до Самарканду. 1944 року після зняття блокади керував поверненням учнів школи спочатку до Загорська, а в липні — в Ленінград. З 1942 до 1947 р. був директором СХШ.
У 1970 році за багаторічну плідну художню та педагогічну діяльність Володимиру Горбу було присвоєно почесне звання «Заслужений діяч мистецтв Російської Федерації».
Помер 20 жовтня 1988 року в Ленінграді на 85-му році життя.
Твори Володимира Горба знаходяться у збірниках Державного Російського музею, у музеях та приватних колекціях у Росії, КНР, Україні, Японії, Німеччині, Італії та інших країнах.